# Hiệp hội bóng đá Ghana
Hiệp hội bóng đá Ghana (tiếng Anh: Ghana Football Association) là tổ chức quản lý, điều hành các hoạt động bóng đá ở Ghana. Hiệp hội quản lý đội tuyển bóng đá quốc gia nam và nữ, tổ chức các giải bóng đá như vô địch quốc gia và cúp quốc gia. Hiệp hội bóng đá Ghana gia nhập FIFA và CAF cùng năm 1954.

## Chủ tịch
- Ohene-Djan 1957-1960
- H. P. Nyametei 1960-1966
- Nana Fredua Mensah 1966-1970
- Henry Djaba 1970-1972
- R. E. A. Kotei 1972-1973
- Brew-Graves 1973-1975
- George Lamptey 1975-1977
- D. O. Asiamah 1977-1979
- I. R. Aboagye 1979
- Samuel Okyere 1979-1980
- S. K. Mainoo 1980-1982
- Zac Bentum 1982-1983
- L. Ackah-Yensu 1983-1984
- L. T. K. Caesar 1984
- E. O. Teye 1984-1986
- Samuel Okyere 1986-1990
- Awuah Nyamekye 1990-1992
- Joe Lartey 1992-1993
- Samuel Brew-Butler 1993-1997
- Alhaji M. N. D. Jawula 1997-2001
- Benjamin Koufie 2001-2003
- N. Nyaho-Tamakloe 2004-2005
- Kwesi Nyantakyi 2005-nay